# アプローズ (レディー・ガガの曲)
「アプローズ」（英: Applause）は、レディー・ガガの楽曲。彼女の3枚目のスタジオ・アルバム『アートポップ』からの1枚目のシングルとして2013年8月12日に発売された。

## 収録曲
- デジタル・ダウンロード[1]

1. 「アプローズ」 – 3:32

- CDシングル[2]

1. 「アプローズ」 – 3:32
2. 「アプローズ」 (インストゥルメンタル) – 3:32